# انفجار گاز یینچوان
در ۲۱ ژوئن ۲۰۲۳، پس از انفجار گاز در آستانه جشنواره قایق اژدها، ۳۱ نفر در رستوران باربیکیو فویانگ (富洋烧烤店) در یینچوان چین کشته و هفت نفر زخمی شدند. بر اساس گزارش تلویزیون مرکزی چین (CCTV)، این انفجار حوالی ساعت ۸:۴۰ بعد از ظهر به وقت محلی در خیابانی شلوغ و در پی نشت یک مخزن گاز مایع در داخل آشپزخانه رستوران رخ داد.

## تلفات
دانش‌آموزان دبیرستانی و همین‌طور بازنشستگان در میان قربانیان مشاهده می‌شدند که تقریباً همه آنها بر اثر استنشاق دود جان خود را از دست دادند. دست کم ۳۱ نفر در این انفجار جان باختند. هفت نفر نیز مجروح شدند که حال یک نفر هم وخیم  گزارش شد.

## عواقب
تلویزیون دولتی تصاویر دوربین مداربسته را نشان می‌دهد که بیش از ۱۲ آتش‌نشان در حال مهار آتش هستند، در حالی که دود از دهانه بزرگی در جلوی رستوران خارج می‌شود. خیابان پر از تکه‌های شیشه و آثار تخریب مکان بود. وزارت اورژانس اعلام کرد که بیش از ۱۰۰ پرسنل و ۲۰ خودروی نیروهای آتش‌نشانی و امدادی به محل اعزام شدند. در ویدئویی از پلتفرم اجتماعی تیک‌تاک مشاهده می‌شود که اولین امدادگران با نردبان‌ها تلاش می‌کنند به قربانیانی که در طبقه دوم گیر افتاده بودند برسند. علاوه بر این، دولت استانی ۶۴ خانواده را از مجتمع‌های مسکونی مجاور به هتل‌ها منتقل کرد.
این انفجار مرگبارترین انفجار در چین از سال ۲۰۱۹ بود، زمانی که انفجار در یک کارخانه شیمیایی در استان شرقی جیانگ سو ۷۸ کشته برجای گذاشت
رسانه‌های محلی گزارش دادند که بر اساس تحقیقات اولیه آتش‌نشانی، یکی از کارکنان رستوران حدود یک ساعت قبل از انفجار بوی نشت گاز را تشخیص داده‌است. متعاقباً، کارمند مذکور یک سوپاپ آسیب دیده را در یک مخزن گاز مایع شناسایی کرده و در حال تعویض آن بود که انفجار رخ داد. در پی انفجار ۹ نفر از جمله مالک رستوران، سهامداران و کارکنان توسط پلیس بازداشت شدند در حالی که دستور مسدود شدن دارایی‌های مالی آنها هم صادر شد.